# Saturday Night’s Main Event
Saturday Night’s Main Event – seria amerykańskich programów telewizyjnych o tematyce wrestlingowej, wyprodukowanych przez WWE (pierwotnie World Wrestling Federation lub WWF). Pierwotnie był emitowany przez NBC od 1985 do 1992 roku, zastępując Saturday Night Live w jego późnym paśmie nocnym okazjonalnie w ciągu roku.
W czasach, gdy cotygodniowe programy wrestlingu składały się głównie ze squash matchy, w których dominują uznane gwiazdy nad talentami wzmacniającymi je, Saturday Night’s Main Event składał się niemal wyłącznie z walk gwiazda kontra gwiazda, rzadko pokazywanych w telewizji, w tym obrony tytułu i specjalne walki. Zbiegło się to z apogeum „drugiej złotej ery” wrestlingu zawodowego w Stanach Zjednoczonych i przyczyniło się do niego; wzmocnione regularnymi występami na ringu gwiazd WWF, takich jak Hulk Hogan, Saturday Night’s Main Event przyciągało dużą publiczność przez większą część swojego trwania, podczas gdy spin-off zatytułowany po prostu The Main Event był emitowany corocznie w piątkowy wieczór w lutym, począwszy od 1988 roku. Oglądalność zaczęła spadać w latach 90., co doprowadziło do wycofania przez NBC programów specjalnych w 1991 roku. W 1992 roku WWF przeniosło Saturday Night’s Main Event na Fox, który wyemitował dwie edycje programu specjalnego w sieci, zanim został przerwany.
W 2006 roku Saturday Night’s Main Event został krótko reaktywowany jako seria programów specjalnych w prime time w NBC, jako część umowy WWE z NBC Universal o emisji cotygodniowego programu Raw na USA Network. Pięć odcinków wyemitowano jako część reaktywowanej serii, zanim została przerwana w 2008 roku. W kwietniu 2022 roku WWE ponownie wykorzystało tytuł Saturday Night’s Main Event na potrzeby house showów odbywających się w sobotnie noce. We wrześniu 2024 roku, jako część umowy przenoszącej WWE SmackDown z Fox do USA, WWE ogłosiło, że ponownie reaktywuje Saturday Night’s Main Event na NBC.

## Historia

### Oryginalna seria (1985–1992)
Saturday Night’s Main Event zadebiutował 11 maja 1985 roku w późnonocnym paśmie zwykle przeznaczonym na powtórki komedii skeczowej NBC Saturday Night Live. Wówczas producent wykonawczy SNL Dick Ebersol zawarł umowę z właścicielem WWF Vince’em McMahonem na produkcję programu, po tym jak Ebersol zobaczył wysoki rating oglądalności, jakie dwa specjalne programy WWF uzyskały na MTV w latach 1984–1985: The Brawl to End It All i The War to Settle the Score. Chociaż program był emitowany rzadko, to od 1986 roku ustabilizował się w przewidywalnym schemacie dat emisji: weekend noworoczny, odcinek pod koniec lutego/na początku marca, odcinek pod koniec kwietnia/na początku maja, odcinek pod koniec września/na początku października i weekend Święta Dziękczynienia. W latach 1989 i 1990 odcinki były emitowane w lipcu i były promowane jako „Summertime Bonus Editions”, niektórzy z Supergwiazd pojawili się w The Arsenio Hall Show i zostali przesłuchani przez samego Arsenio Halla, aby podkręcić atmosferę wokół wydarzenia.
Saturday Night’s Main Event był ogromnym sukcesem oglądalnościowym dla NBC w okresie świetności, szczególnie w programie z 14 marca 1987 roku, który przyciągnął 11,6 ratingu oglądalności, co do dziś pozostaje najwyższą oglądalnością programu w tym przedziale czasowym. Gwiazdą tego programu był battle royal z udziałem Hulka Hogana i André the Gianta, którzy mieli zmierzyć się ze sobą na WrestleManii III. Ponieważ Hogan rzadko walczył w programach telewizyjnych WWF i telewizji kablowej, Saturday Night’s Main Event był programem w bezpłatnej telewizji, w którym większość widzów mogła go zobaczyć w akcji. Sukces Saturday Night’s Main Event doprowadził do kilku piątkowych wieczornych programów specjalnych w prime time, znanych jako The Main Event. Pierwszy z nich, z 5 lutego 1988 roku, obejmował rewanż z WrestleManii III między Hoganem i André i przyciągnął 33 miliony widzów i 15,2 ratingu oglądalności, co nadal jest najwyższym ratingiem programu telewizyjnego w historii amerykańskiego wrestlingu zawodowego. Choć oglądalność utrzymywała się na wysokim poziomie do 1990 roku, wkrótce potem zaczęła spadać. NBC, które właśnie nabyło prawa do transmisji meczów NBA w całym kraju, zaczęło tracić zainteresowanie wrestlingiem, a Saturday Night’s Main Event zostało usunięte. Ostatnia emisja w NBC miała miejsce 27 kwietnia 1991 roku. Fox przejął program w 1992 roku, ale był on pokazywany tylko dwa razy na Fox; 8 lutego 1992 roku, a ostatni Saturday Night’s Main Event z pierwotnej edycji został wyemitowany 14 listopada 1992 roku.
Przez większość swojej historii Saturday Night’s Main Event był prowadzony przez McMahona i Jessego „The Body” Venturę, z okazjonalnym udziałem Bobby’ego Heenana w latach 1986 i 1987. W 1990 roku Roddy Piper zastąpił Venturę jako partner McMahona, gdy Ventura opuścił WWF. W dwóch odcinkach emitowanych na Fox, Heenan był partnerem McMahona. Od 1985 do 1988 roku piosenką otwierającą wersję NBC była „Obsession” zespołu Animotion, a piosenką zamykającą „Take Me Home” Phila Collinsa, a także początek „Take on Me” zespołu a-ha był używany w przerywnikach pokazowych. „Higher Love” Steve’a Winwooda był również używany jako piosenka zamykająca. Począwszy od edycji z 4 października 1986 roku każdy program zawierał zimne otwarcie krótkich promocji wrestlerów, odtwarzanych w pętli z początku utworu „Traveling Music” Lee Ritenoura ze ścieżki dźwiękowej American Flyers. W lutym 1988 roku piosenki zastąpiono oryginalnym instrumentalnym motywem stworzonym przez WWF. Nowy instrumentalny motyw był pierwotnie używany jako motyw WWF Slammy Awards w 1987 roku. W odcinku z lutego 1992 roku wykorzystano inny motyw otwierający.
Wybrane odcinki można było także oglądać w Wielkiej Brytanii na kanale ITV w cotygodniowym sobotnim paśmie World Of Sport, głównie dzięki popularności The British Bulldogs.

### Pierwsza wznowiona seria (2006–2008)
Kiedy flagowy program WWE, Raw, powrócił do USA Network w 2005 roku, Saturday Night’s Main Event został reaktywowany w 2006 roku jako „specjalny serial” emitowany okazjonalnie w NBC w ramach umowy między WWE i NBC Universal. W programie pojawiły się składy brandów Raw, SmackDown i ECW.
Saturday Night’s Main Event powrócił do NBC 18 marca 2006 roku w prime-time. Pierwszy odcinek został wyemitowany z godzinnym opóźnieniem, drugi odcinek został wyemitowany na żywo, a trzy pozostałe odcinki zostały wyemitowane w późniejszym terminie. Od 2009 roku Saturday Night’s Main Event został zastąpiony przez WrestleMania: The World Television Premiere.

### Druga wznowiona seria (od 2024)
W 2024 roku, po pierwotnym przeniesieniu do Fox w 2019 roku, WWE SmackDown przeniosło się do USA Network w ramach pięcioletniej umowy z NBCUniversal. W ramach umowy stwierdzono, że WWE będzie produkować cztery specjalne programy w prime time dla NBC rocznie przez cały okres obowiązywania umowy. 17 września 2024 roku WWE ogłosiło, że zaprezentuje premierowo drugą wznowioną serię Saturday Night’s Main Event, a pierwszy odcinek został wyemitowany 14 grudnia w Nassau Coliseum.

## Gale
Poniższa tabela zawiera daty i miejsca transmitowanych w telewizji wydarzeń. Nie obejmuje ona house showów w 2022 roku.
| Gala                                | Data                                                  | Miasto                      | Hala                               | Walka wieczoru | Źródło |
| ----------------------------------- | ----------------------------------------------------- | --------------------------- | ---------------------------------- | --- | ------ |
| Saturday Night’s Main Event I       | 10 maja 1985 Wyemitowano 11 maja 1985                 | Uniondale, Nowy Jork        | Nassau Veterans Memorial Coliseum  | Hulk Hogan (c) vs. Bob Orton Singles match o WWF World Heavyweight Championship                                     | [ 5 ]  |
| Saturday Night’s Main Event II      | 3 października 1985 Wyemitowano 5 października 1985   | East Rutherford, New Jersey | Brendan Byrne Arena                | Hulk Hogan (c) vs. Nikolai Volkoff Flag match o WWF World Heavyweight Championship                                  | [ 5 ]  |
| Saturday Night’s Main Event III     | 31 października 1985 Wyemitowano 2 listopada 1985     | Hershey, Pensylwania        | Hersheypark Arena                  | Hulk Hogan i André the Giant vs. King Kong Bundy i Big John Studd Tag team match                                    | [ 5 ]  |
| Saturday Night’s Main Event IV      | 19 grudnia 1985 Wyemitowano 4 stycznia 1986           | Tampa, Floryda              | USF Sun Dome                       | Hulk Hogan (c) vs. Terry Funk Singles match o WWF World Heavyweight Championship                                    | [ 5 ]  |
| Saturday Night’s Main Event V       | 15 lutego 1986 Wyemitowano 1 marca 1986               | Phoenix, Arizona            | Arizona Veterans Memorial Coliseum | Hulk Hogan (c) vs. The Magnificent Muraco Singles match o WWF World Heavyweight Championship                        | [ 6 ]  |
| Saturday Night’s Main Event VI      | 1 maja 1986 Wyemitowano 3 maja 1986                   | Providence, Rhode Island    | Providence Civic Center            | Hulk Hogan i Junkyard Dog vs. Terry Funk i Hoss Funk Tag team match                                                 | [ 6 ]  |
| Saturday Night’s Main Event VII     | 13 września 1986 Wyemitowano 4 października 1986      | Richfield, Ohio             | Coliseum at Richfield              | Hulk Hogan (c) vs. Paul Orndorff Singles match o WWF World Heavyweight Championship                                 | [ 6 ]  |
| Saturday Night’s Main Event VIII    | 15 listopada 1986 Wyemitowano 29 listopada 1986       | Los Angeles, Kalifornia     | Los Angeles Memorial Sports Arena  | Hulk Hogan (c) vs. Hercules Hernandez Singles match o WWF World Heavyweight Championship                            | [ 6 ]  |
| Saturday Night’s Main Event IX      | 14 grudnia 1986 Wyemitowano 3 stycznia 1987           | Hartford, Connecticut       | Hartford Civic Center              | Hulk Hogan (c) vs. Paul Orndorff Steel Cage match o WWF World Heavyweight Championship                              | [ 6 ]  |
| Saturday Night’s Main Event X       | 21 lutego 1987 Wyemitowano 14 marca 1987              | Detroit, Michigan           | Joe Louis Arena                    | 20-osobowy Battle Royal                                                                                             | [ 7 ]  |
| Saturday Night’s Main Event XI      | 28 kwietnia 1987 Wyemitowano 2 maja 1987              | Notre Dame, Indiana         | Edmund P. Joyce Center             | Kamala vs. Jake Roberts Singles match                                                                               | [ 7 ]  |
| Saturday Night’s Main Event XII     | 23 września 1987 Wyemitowano 3 października 1987      | Hershey, Pensylwania        | Hersheypark Arena                  | Hulk Hogan (c) vs. Sika Singles match o WWF World Heavyweight Championship                                          | [ 7 ]  |
| Saturday Night’s Main Event XIII    | 11 listopada 1987 Wyemitowano 28 listopada 1987       | Seattle, Waszyngton         | Seattle Center Coliseum            | Hulk Hogan (c) vs. King Kong Bundy Singles match o WWF World Heavyweight Championship                               | [ 7 ]  |
| Saturday Night’s Main Event XIV     | 7 grudnia 1987 Wyemitowano 2 stycznia 1988            | Landover, Maryland          | Capital Centre                     | Hulk Hogan (c) vs. King Kong Bundy Singles match o WWF World Heavyweight Championship                               | [ 7 ]  |
| Saturday Night’s Main Event XV      | 7 marca 1988 Wyemitowano 12 marca 1988                | Nashville, Tennessee        | Nashville Municipal Auditorium     | Hulk Hogan vs. Harley Race Singles match                                                                            | [ 8 ]  |
| Saturday Night’s Main Event XVI     | 22 kwietnia 1988 Wyemitowano 30 kwietnia 1988         | Springfield, Massachusetts  | Springfield Civic Center           | Randy Savage (c) vs. One Man Gang Singles match o WWF World Heavyweight Championship                                | [ 8 ]  |
| Saturday Night’s Main Event XVII    | 25 października 1988 Wyemitowano 29 października 1988 | Baltimore, Maryland         | Baltimore Arena                    | Hulk Hogan vs. King Haku Singles match                                                                              | [ 8 ]  |
| Saturday Night’s Main Event XVIII   | 16 listopada 1988 Wyemitowano 26 listopada 1988       | Sacramento, Kalifornia      | ARCO Arena                         | Randy Savage (c) vs. André the Giant Singles match o WWF World Heavyweight Championship                             | [ 8 ]  |
| Saturday Night’s Main Event XIX     | 7 grudnia 1988 Wyemitowano 7 stycznia 1989            | Tampa, Floryda              | USF Sun Dome                       | Hulk Hogan vs. Akeem Singles match                                                                                  | [ 8 ]  |
| Saturday Night’s Main Event XX      | 16 lutego 1989 Wyemitowano 11 marca 1989              | Hershey, Pensylwania        | Hersheypark Arena                  | Hulk Hogan vs. Bad News Brown Singles match                                                                         | [ 9 ]  |
| Saturday Night’s Main Event XXI     | 25 kwietnia 1989 Wyemitowano 27 maja 1989             | Des Moines, Iowa            | Veterans Memorial Auditorium       | Hulk Hogan (c) vs. Big Boss Man Singles match o WWF Championship                                                    | [ 9 ]  |
| Saturday Night’s Main Event XXII    | 18 lipca 1989 Wyemitowano 29 lipca 1989               | Worcester, Massachusetts    | Worcester Centrum                  | Hulk Hogan (c) vs. The Honky Tonk Man Singles match o WWF Championship                                              | [ 9 ]  |
| Saturday Night’s Main Event XXIII   | 21 września 1989 Wyemitowano 14 października 1989     | Cincinnati, Ohio            | Riverfront Coliseum                | Hulk Hogan (c) vs. Ted DiBiase Singles match o WWF Championship                                                     | [ 9 ]  |
| Saturday Night’s Main Event XXIV    | 31 października 1989 Wyemitowano 25 listopada 1989    | Topeka, Kansas              | Sunflower State Expocentre         | Hulk Hogan (c) vs. The Genius Singles match o WWF Championship                                                      | [ 9 ]  |
| Saturday Night’s Main Event XXV     | 3 stycznia 1990 Wyemitowano 27 stycznia 1990          | Chattanooga, Tennessee      | UTC Arena                          | Hulk Hogan i The Ultimate Warrior vs. Mr. Perfect i The Genius Tag team match                                       | [ 10 ] |
| Saturday Night’s Main Event XXVI    | 23 kwietnia 1990 Wyemitowano 28 kwietnia 1990         | Austin, Teksas              | Frank Erwin Center                 | The Ultimate Warrior (c) vs. Haku Singles match o WWF Championship                                                  | [ 10 ] |
| Saturday Night’s Main Event XXVII   | 16 lipca 1990 Wyemitowano 28 lipca 1990               | Omaha, Nebraska             | Omaha Civic Auditorium             | The Ultimate Warrior (c) vs. Rick Rude Singles match o WWF Championship                                             | [ 10 ] |
| Saturday Night’s Main Event XXVIII  | 18 września 1990 Wyemitowano 13 października 1990     | Toledo, Ohio                | Toledo Sports Arena                | The Ultimate Warrior i The Legion of Doom (Hawk i Animal) vs. Demolition (Ax, Smash i Crush) Six-man tag team match | [ 10 ] |
| Saturday Night’s Main Event XXIX    | 15 kwietnia 1991 Wyemitowano 27 kwietnia 1991         | Omaha, Nebraska             | Omaha Civic Auditorium             | 20-osobowy Battle Royal                                                                                             | [ 11 ] |
| Saturday Night’s Main Event XXX     | 27 stycznia 1992 Wyemitowano 8 lutego 1992            | Lubbock, Teksas             | Lubbock Municipal Coliseum         | Hulk Hogan i Sid Justice vs. Ric Flair i The Undertaker Tag team match                                              | [ 12 ] |
| Saturday Night’s Main Event XXXI    | 27 października 1992 Wyemitowano 14 listopada 1992    | Terre Haute, Indiana        | Hulman Center                      | Bret Hart (c) vs. Papa Shango Singles match o WWF Championship                                                      | [ 12 ] |
| Saturday Night’s Main Event XXXII   | 18 marca 2006                                         | Detroit, Michigan           | Cobo Arena                         | Shane McMahon vs. Shawn Michaels Street Fight                                                                       | [ 13 ] |
| Saturday Night’s Main Event XXXIII  | 15 lipca 2006                                         | Dallas, Teksas              | American Airlines Center           | Edge (c) vs. John Cena Singles match o WWE Championship                                                             | [ 13 ] |
| Saturday Night’s Main Event XXXIV   | 28 maja 2007 Wyemitowano 2 czerwca 2007               | Toronto, Ontario, Kanada    | Air Canada Centre                  | John Cena vs. The Great Khali Singles match                                                                         | [ 14 ] |
| Saturday Night’s Main Event XXXV    | 13 sierpnia 2007 Wyemitowano 18 sierpnia 2007         | Nowy Jork, Nowy Jork        | Madison Square Garden              | John Cena vs. Carlito Singles match                                                                                 | [ 14 ] |
| Saturday Night’s Main Event XXXVI   | 28 lipca 2008 Wyemitowano 2 sierpnia 2008             | Waszyngton, D.C.            | Verizon Center                     | Edge vs. Jeff Hardy Singles match                                                                                   | [ 15 ] |
| Saturday Night’s Main Event XXXVII  | 14 grudnia 2024                                       | Uniondale, Nowy Jork        | Nassau Veterans Memorial Coliseum  | Cody Rhodes vs. Kevin Owens Singles match o Undisputed WWE Championship                                             | [ 16 ] |
| Saturday Night’s Main Event XXXVIII | 25 stycznia 2025                                      | San Antonio, Teksas         | Frost Bank Center                  | Gunther (c) vs. Jey Uso Singles match o World Heavyweight Championship                                              | [ 17 ] |
| Saturday Night’s Main Event XXXIX   | 24 maja 2025                                          | Tampa, Floryda              | Yuengling Center                   | Jey Uso (c) vs. Logan Paul Singles match o World Heavyweight Championship                                           | [ 18 ] |
| Saturday Night’s Main Event XL      | 12 lipca 2025                                         | Atlanta, Georgia            | State Farm Arena                   | Gunther (c) vs. Goldberg Singles match o World Heavyweight Championship                                             | [ 19 ] |

## Wyniki gal

### Saturday Night’s Main Event I
Saturday Night’s Main Event I – gala wrestlingu wyprodukowana przez World Wrestling Federation (WWF). Odbyła się 10 maja 1985 w Nassau Veterans Memorial Coliseum w Uniondale w stanie Nowy Jork. Emisja była przeprowadzana 11 maja na NBC. Była to pierwsza gala w chronologii cyklu Saturday Night’s Main Event.
| Nr                                 | Wyniki | Stypulacje                                         | Czas |
| ---------------------------------- | --- | -------------------------------------------------- | ---- |
| 1                                  | The U.S. Express (Mike Rotunda i Barry Windham) i Ricky Steamboat (z Lou Albano) pokonali Nikolaia Volkoffa, The Iron Sheika i George’a Steele’a (z Freddiem Blassiem) | Six-man tag team match                             | 6:30 |
| 2                                  | Hulk Hogan (c) (z Mr. T) pokonał Boba Ortona (z Roddym Piperem) poprzez dyskwalifikację                                                                                | Singles match o WWF World Heavyweight Championship | 6:54 |
| 3                                  | Wendi Richter (c) (z Cyndi Lauper) pokonała The Fabulous Moolah | Singles match o WWF Women’s Championship           | 4:00 |
| 4                                  | Junkyard Dog (z Berthą Ritter) defeated Pete’a Doherty’ego | Singles match                                      | 3:15 |
| (c) – mistrz/mistrzyni przed walką | |                                                    |      |

### Saturday Night’s Main Event II
Saturday Night’s Main Event II – gala wrestlingu wyprodukowana przez World Wrestling Federation (WWF). Odbyła się 3 października 1985 w Brendan Byrne Arena w East Rutherford w stanie New Jersey. Emisja była przeprowadzana 5 października na NBC. Była to druga gala w chronologii cyklu Saturday Night’s Main Event.
Podczas transmisji, Uncle Elmer autentycznie ożenił się z Joyce Stazko.
| Nr                                 | Wyniki | Stypulacje                                      | Czas |
| ---------------------------------- | --- | ----------------------------------------------- | ---- |
| 1                                  | Hulk Hogan (c) pokonał Nikolaia Volkoffa (z Freddiem Blassiem)                                                                        | Flag match o WWF World Heavyweight Championship | 5:17 |
| 2                                  | Uncle Elmer (z Hillbillym Jimem i Cousinem Juniorem) pokonał Jerry’ego Valianta                                                       | Singles match                                   | 0:12 |
| 3                                  | Paul Orndorff vs. Roddy Piper zakończyło się podwójnym wyliczeniem pozaringowym                                                       | Singles match                                   | 4:01 |
| 4                                  | André the Giant i Tony Atlas (z Lou Albano) pokonał King Kong Bundy’ego i Big John Studda (z Bobbym Heenanem) poprzez dyskwalifikację | Tag team match                                  | 4:26 |
| 5                                  | The Dream Team (Brutus Beefcake i Greg Valentine) (c) (z Johnnym Valiantem) pokonał Lanny’ego Poffo i Tony’ego Garea                  | Tag team match o WWF Tag Team Championship      | 3:30 |
| (c) – mistrz/mistrzyni przed walką | |                                                 |      |

### Saturday Night’s Main Event III
Saturday Night’s Main Event IV – gala wrestlingu wyprodukowana przez World Wrestling Federation (WWF). Odbyła się 31 października 1985 w Hersheypark Arena w Hershey w stanie Pensylwania. Emisja była przeprowadzana 2 listopada na NBC. Była to trzecia gala w chronologii cyklu Saturday Night’s Main Event.
| Nr                                 | Wyniki | Stypulacje                                        | Czas |
| ---------------------------------- | --- | ------------------------------------------------- | ---- |
| 1                                  | Terry Funk (z Jimmym Hartem) pokonał Junkyard Doga                                                                                    | Singles match                                     | 5:16 |
| 2                                  | Hulk Hogan i André the Giant (z Lou Albano) pokonał King Kong Bundy’ego i Big John Studda (z Bobbym Heenanem) poprzez dyskwalifikację | Tag team match                                    | 8:00 |
| 3                                  | Randy Savage (z Miss Elizabeth) vs. Tito Santana (c) zakończyło się podwójnym wyliczeniem pozaringowym                                | Singles match o WWF Intercontinental Championship | 4:08 |
| 4                                  | Ricky Steamboat pokonał Mr. Fujiego (z The Magnificent Muraco)                                                                        | Kung Fu Challenge                                 | 3:16 |
| (c) – mistrz/mistrzyni przed walką | |                                                   |      |

### Saturday Night’s Main Event IV
Saturday Night’s Main Event IV – gala wrestlingu wyprodukowana przez World Wrestling Federation (WWF). Odbyła się 19 grudnia 1985 w USF Sun Dome w Tampie w stanie Floryda. Emisja była przeprowadzana 4 stycznia 1986 na NBC. Była to czwarta gala w chronologii cyklu Saturday Night’s Main Event.
| Nr                                 | Wyniki                                                                                              | Stypulacje                                         | Czas |
| ---------------------------------- | --------------------------------------------------------------------------------------------------- | -------------------------------------------------- | ---- |
| 1                                  | Jesse Ventura, Roddy Piper i Bob Orton pokonali Hillbilly’ego Jima, Uncle’a Elmera i Cousina Luke’a | Six-man tag team match                             | 8:00 |
| 2                                  | Hulk Hogan (c) (z Junkyardem Dogiem) pokonał Terry’ego Funka (z Jimmym Hartem)                      | Singles match o WWF World Heavyweight Championship | 8:30 |
| 3                                  | Randy Savage (z Miss Elizabeth) pokonał George’a Steele’a (z Lou Albano)                            | Singles match                                      | 4:06 |
| 4                                  | Nikolai Volkoff (z Freddiem Blassiem i The Iron Sheikiem) pokonał Corporala Kirchnera               | Peace match                                        | 4:32 |
| 5                                  | Junkyard Dog i Ricky Steamboat pokonał Mr. Fujiego i The Magnificent Muraco                         | Tag team match                                     | 5:19 |
| (c) – mistrz/mistrzyni przed walką | |                                                    |      |

### Saturday Night’s Main Event V
Saturday Night’s Main Event V – gala wrestlingu wyprodukowana przez World Wrestling Federation (WWF). Odbyła się 15 lutego 1986 w Arizona Veterans Memorial Coliseum w Phoenix w stanie Arizona. Emisja była przeprowadzana 1 marca na NBC. Była to piąta gala w chronologii cyklu Saturday Night’s Main Event.
Wydarzenia podczas trzech walk – The Dream Team vs. The British Bulldogs o WWF Tag Team Championship, Hulk Hogan vs. The Magnificent Muraco o WWF World Heavyweight Championship oraz Mr. T vs. Bob Orton w Boxing matchu – pomogły zorganizować trzy z czterech głównych walk na WrestleManii 2.
Odbyła się premiera teledysku do utworu „Real American”, będącego motywem przewodnim Hulka Hogana.
| Nr                                 | Wyniki | Stypulacje                                         | Czas  |
| ---------------------------------- | --- | -------------------------------------------------- | ----- |
| 1                                  | Mr. T pokonał Boba Ortona (z Roddym Piperem) | Boxing match                                       | 5:02  |
| 2                                  | King Kong Bundy (z Bobbym Heenanem) pokonał Steve’a Gatorwolfa                                                                                              | Singles match                                      | 0:41  |
| 3                                  | Hulk Hogan (c) pokonał The Magnificent Muraco (z Bobbym Heenanem) poprzez dyskwalifikację                                                                   | Singles match o WWF World Heavyweight Championship | 6:53  |
| 4                                  | The Dream Team (Brutus Beefcake i Greg Valentine) (c) (z Johnnym Valiantem) pokonał The British Bulldogs (Daveya Boy Smitha i Dynamite Kida) (z Lou Albano) | Tag team match o WWF Tag Team Championship         | 12:00 |
| 5                                  | Junkyard Dog pokonał Adriana Adonisa (z Jimmym Hartem) | Tag team match                                     | 8:45  |
| (c) – mistrz/mistrzyni przed walką | |                                                    |       |

### Saturday Night’s Main Event VI
Saturday Night’s Main Event VI – gala wrestlingu wyprodukowana przez World Wrestling Federation (WWF). Odbyła się 1 maja 1986 w Providence Civic Center w Providence w stanie Rhode Island. Emisja była przeprowadzana 3 maja na NBC. Była to szósta gala w chronologii cyklu Saturday Night’s Main Event.
Jake Roberts zaatakował Ricky’ego Steamboata z zaskoczenia i powalił go swoim ciosem kończącym, DDT, na betonowej podłodze areny przed rozpoczęciem walki, przyczyniając się do waśni, która trwała przez całe lato i wczesną jesień 1986 roku.
| Nr                                 | Wyniki | Stypulacje                                               | Czas  |
| ---------------------------------- | --- | -------------------------------------------------------- | ----- |
| 1                                  | Hulk Hogan i Junkyard Dog (z The Haiti Kidem) pokonali Terry’ego Funka i Hossa Funka (z Jimmym Hartem)                                      | Tag team match                                           | 13:30 |
| 2                                  | King Kong Bundy pokonał Uncle Elmera | Singles match                                            | 2:35  |
| 3                                  | Adrian Adonis (z Jimmym Hartem) pokonał Paula Orndorffa poprzez dyskwalifikację                                                             | Singles match                                            | 6:53  |
| 4                                  | The British Bulldogs (Davey Boy Smith i Dynamite Kid) (c) (z Lou Albano) pokonali Nikolaia Volkoffa i The Iron Sheika (z Freddiem Blassiem) | Two-out-of-three-falls match o WWF Tag Team Championship | 9:10  |
| (c) – mistrz/mistrzyni przed walką | |                                                          |       |

### Saturday Night’s Main Event VII
Saturday Night’s Main Event VII – gala wrestlingu wyprodukowana przez World Wrestling Federation (WWF). Odbyła się 13 września 1986 w Coliseum at Richfield w Richfield w stanie Ohio. Emisja była przeprowadzana 4 października na NBC. Była to siódma gala w chronologii cyklu Saturday Night’s Main Event.
| Nr                                 | Wyniki | Stypulacje                                               | Czas  |
| ---------------------------------- | --- | -------------------------------------------------------- | ----- |
| 1                                  | Hulk Hogan (c) pokonał Paula Orndorffa (z Bobbym Heenanem) poprzez dyskwalifikację                                                                              | Singles match o WWF World Heavyweight Championship       | 10:00 |
| 2                                  | Ricky Steamboat pokonał Jake’a Robertsa | Singles match                                            | 6:19  |
| 3                                  | Roddy Piper pokonał The Iron Sheika (z Slickiem) | Singles match                                            | 0:43  |
| 4                                  | The British Bulldogs (Davey Boy Smith i Dynamite Kid) (c) (z Lou Albano) pokonali The Dream Team (Brutusa Beefcake’a i Grega Valentine’a) (z Johnnym Valiantem) | Two-out-of-three-falls match o WWF Tag Team Championship | 13:09 |
| 5                                  | Kamala (z The Wizardem i Kimem Chee) pokonał Lanny’ego Poffo | Singles match                                            | 1:44  |
| (c) – mistrz/mistrzyni przed walką | |                                                          |       |

### Saturday Night’s Main Event VIII
Saturday Night’s Main Event VIII – gala wrestlingu wyprodukowana przez World Wrestling Federation (WWF). Odbyła się 15 listopada 1986 w Los Angeles Memorial Sports Arena w Los Angeles. Emisja była przeprowadzana 29 listopada na NBC. Była to ósma gala w chronologii cyklu Saturday Night’s Main Event.
| Nr                                 | Wyniki | Stypulacje                                         | Czas |
| ---------------------------------- | --- | -------------------------------------------------- | ---- |
| 1                                  | Randy Savage (c) (z Miss Elizabeth) vs. Jake Roberts zakończyło się podwójną dyskwalifikacją                                  | Singles match o WWF Intercontinental Championship  | 9:30 |
| 2                                  | Hulk Hogan (c) pokonał Herculesa Hernandeza (z Bobbym Heenanem)                                                               | Singles match o WWF World Heavyweight Championship | 6:30 |
| 3                                  | Roddy Piper pokonał Boba Ortona (z Jimmym Hartem)                                                                             | Singles match                                      | 3:48 |
| 4                                  | The Killer Bees (Jim Brunzell i B. Brian Blair) pokonali The Hart Foundation (Breta Harta i Jima Neidharta) (z Jimmym Hartem) | Tag team match                                     | 9:00 |
| 5                                  | Koko B. Ware pokonał Nikolaia Volkoffa (z Slickiem)                                                                           | Singles match                                      | 2:30 |
| 6                                  | The Magnificent Muraco (z Mr. Fujim) pokonał Dicka Slatera                                                                    | Singles match                                      | 2:05 |
| (c) – mistrz/mistrzyni przed walką | |                                                    |      |

### Saturday Night’s Main Event IX
Saturday Night’s Main Event IX – gala wrestlingu wyprodukowana przez World Wrestling Federation (WWF). Odbyła się 14 grudnia 1986 w Hartford Civic Center w Hartford w stanie Connecticut. Emisja była przeprowadzana 3 stycznia 1987 na NBC. Była to dziewiąta gala w chronologii cyklu Saturday Night’s Main Event.
Walka w stalowej klatce pomiędzy Hulkiem Hoganem a Paulem Orndorffem została początkowo uznana za remisową, gdy obaj zapaśnicy uciekli z klatki mniej więcej w tym samym czasie, a dwóch sędziów – Joey Marella i Danny Davis, ten drugi grający na swoim chytrym gimmickiem sędziowskim – kwestionował zakończenie. Gdy nagranie z miejsca ucieczki zostało uznane za „niejednoznaczne”, walka została wznowiona i kontynuowana, aż Hogan odniósł zdecydowane zwycięstwo nad Orndorffem.
| Nr                                 | Wyniki                                                                                  | Stypulacje                                            | Czas  |
| ---------------------------------- | --------------------------------------------------------------------------------------- | ----------------------------------------------------- | ----- |
| 1                                  | Hulk Hogan (c) pokonał Paula Orndorffa (z Bobbym Heenanem)                              | Steel Cage match o WWF World Heavyweight Championship | 10:42 |
| 2                                  | Randy Savage (c) (z Miss Elizabeth) pokonał George’a Steele’a (z Rickym Steamboatem)    | Singles match o WWF Intercontinental Championship     | 6:30  |
| 3                                  | Junkyard Dog pokonał Harleya Race’a (z Bobbym Heenanem) poprzez dyskwalifikację         | Singles match                                         | 6:00  |
| 4                                  | Adrian Adonis (z Jimmym Hartem) pokonał Roddy’ego Pipera poprzez wyliczenie pozaringowe | Singles match                                         | 3:55  |
| 5                                  | Blackjack Mulligan pokonał Jimmy’ego Jacka Funka                                        | Singles match                                         | 2:31  |
| (c) – mistrz/mistrzyni przed walką |                                                                                         |                                                       |       |

### Saturday Night’s Main Event X
Saturday Night’s Main Event X – gala wrestlingu wyprodukowana przez World Wrestling Federation (WWF). Odbyła się 21 lutego 1987 w Joe Louis Arena w Detroit w stanie Michigan. Emisja była przeprowadzana 14 marca na NBC. Była to dziesiąta gala w chronologii cyklu Saturday Night’s Main Event.
| Nr                                 | Wyniki | Stypulacje                                        | Czas  |
| ---------------------------------- | --- | ------------------------------------------------- | ----- |
| 1                                  | Randy Savage (c) defeated George Steele poprzez wyliczenie pozaringowe z Miss Elizabeth w neutralnym narożniku             | Singles match o WWF Intercontinental Championship | 4:30  |
| 2                                  | Hercules wygrał eliminując jako ostatniego Billy’ego Jacka Haynesa                                                         | Battle Royal                                      | 11:16 |
| 3                                  | King Kong Bundy (z Bobbym Heenanem) pokonał Jake’a Robertsa poprzez dyskwalifikację                                        | Singles match                                     | 6:14  |
| 4                                  | The Hart Foundation (Bret Hart i Jim Neidhart) (c) (z Jimmym Hartem i Dannym Davisem) pokonali Tito Santanę i Dana Spiveya | Tag team match o WWF Tag Team Championship        | 5:31  |
| 5                                  | Ricky Steamboat pokonał The Iron Sheika (z Slickiem)                                                                       | Singles match                                     | 2:31  |
| (c) – mistrz/mistrzyni przed walką | |                                                   |       |

1. ↑  Kolejność eliminacji: The Honky Tonk Man; Sika; Haku; Lanny Poffo; Ron Bass; Blackjack Mulligan; Nikolai Volkoff; B. Brian Blair; Paul Orndorff; Hulk Hogan; Jumping Jim Brunzell; André the Giant; Tama; Ax; Hillbilly Jim; Butch Reed; Koko B. Ware; Smash; Billy Jack Haynes.

### Saturday Night’s Main Event XI
Saturday Night’s Main Event XI – gala wrestlingu wyprodukowana przez World Wrestling Federation (WWF). Odbyła się 28 kwietnia 1987 w Edmund P. Joyce Center w Notre Dame w stanie Indiana. Emisja była przeprowadzana 2 maja na NBC. Była to jedenasta gala w chronologii cyklu Saturday Night’s Main Event.
Chociaż w programie nie było walki z udziałem Hulka Hogana, włączono wcześniej nagrany wywiad z komentarzami dotyczącymi WrestleManii III i możliwego przyszłego rewanżu. Wyemitowano również osobny wywiad z André the Giantem i Bobbym Heenanem, również odnoszący się do WrestleManii III.
| Nr                                                                                    | Wyniki | Stypulacje                                               | Czas  |
| ------------------------------------------------------------------------------------- | --- | -------------------------------------------------------- | ----- |
| 1                                                                                     | Kamala (z The Honky Tonk Manem i Mr. Fujim) pokonał Jake’a Robertsa | Singles match                                            | 4:18  |
| 2                                                                                     | Randy Savage (z Miss Elizabeth) pokonał George’a Steele’a | Lumberjack match                                         | 6:44  |
| 3                                                                                     | The British Bulldogs (Davey Boy Smith i Dynamite Kid) (z Tito Santaną) pokonali The Hart Foundation (Breta Harta i Jima Neidharta) (c) (z Jimmym Hartem i Dannym Davisem) poprzez dyskwalifikację | Two-out-of-three-falls match o WWF Tag Team Championship | 9:48  |
| 4                                                                                     | Ricky Steamboat (c) pokonał Herculesa (z Bobbym Heenanem) poprzez dyskwalifikację | Singles match o WWF Intercontinental Championship        | 6:42  |
| 5                                                                                     | The Can-Am Connection (Rick Martel i Tom Zenk) (z Jimem Dugganem) pokonali Nikolaia Volkoffa i The Iron Sheika (z Slickiem)                                                                       | Tag team match                                           | 4:45  |
| 6D                                                                                    | Hulk Hogan i Ken Patera pokonali The Heenan Family (André the Gianta i Herculesa) | Tag team match                                           | 10:17 |
| (c) – mistrz/mistrzyni przed walkąD – walka była dark matchem (nietransmitowana w TV) | |                                                          |       |

### Saturday Night’s Main Event XII
Saturday Night’s Main Event XII – gala wrestlingu wyprodukowana przez World Wrestling Federation (WWF). Odbyła się 23 września 1987 w Hersheypark Arena w Hershey w stanie Pensylwania. Emisja była przeprowadzana 3 października na NBC. Była to dwunasta gala w chronologii cyklu Saturday Night’s Main Event.
W wyniku wydarzeń podczas walki Randy Savage kontra The Honky Tonk Man – pobicia Savage’a przez Honky’ego i The Hart Foundation oraz Hulka Hogana wbiegającego na ring, by uratować Savage’a – powstał sojusz The Mega Powers Hogana, Savage’a i Miss Elizabeth. Zadebiutował teledysk do utworu „Piledriver” (w wykonaniu Koko B. Ware), tytułowego utworu z drugiego albumu WWF z muzyką wejściową i występami wrestlerów.
| Nr                                 | Wyniki | Stypulacje                                         | Czas  |
| ---------------------------------- | --- | -------------------------------------------------- | ----- |
| 1                                  | Randy Savage (z Miss Elizabeth) pokonał The Honky Tonk Mana (c) (z Jimmym Hartem) poprzez dyskwalifikację   | Singles match o WWF Intercontinental Championship  | 13:00 |
| 2                                  | Hulk Hogan (c) pokonał Sikę (z Mr. Fujim i Kimem Chee)                                                      | Singles match o WWF World Heavyweight Championship | 7:59  |
| 3                                  | King Kong Bundy (z André the Giantem) pokonał Paula Orndorffa (z Oliverem Humperdinkiem)                    | Singles match                                      | 8:00  |
| 4                                  | The Hart Foundation (Bret Hart i Jim Neidhart) (c) pokonali The Young Stallions (Paula Romę i Jima Powersa) | Tag team match o WWF Tag Team Championship         | 4:35  |
| (c) – mistrz/mistrzyni przed walką | |                                                    |       |

### Saturday Night’s Main Event XIII
Saturday Night’s Main Event XIII – gala wrestlingu wyprodukowana przez World Wrestling Federation (WWF). Odbyła się 11 listopada 1987 w Seattle Center Coliseum w Seattle w stanie Waszyngton. Emisja była przeprowadzana 28 listopada na NBC. Była to trzynasta gala w chronologii cyklu Saturday Night’s Main Event.
André the Giant towarzyszył King Kong Bundy’emu i Bobby’emu Heenanowi na ringu na walkę Bundy’ego z Hulkiem Hoganem. W połowie walki Andre został wyrzucony z ringu za próbę ingerencji w walkę; gdy wrócił do szatni, zepchnął kamerzystę WWF na podłogę.
Na widowni pojawił się Brian Bosworth, środkowy obrońca drużyny Seattle Seahawks.
| Nr                                 | Wyniki                                                                                      | Stypulacje                                         | Czas  |
| ---------------------------------- | ------------------------------------------------------------------------------------------- | -------------------------------------------------- | ----- |
| 1                                  | George Steele pokonał Danny’ego Davisa poprzez dyskwalifikację                              | Singles match                                      | 3:49  |
| 2                                  | Randy Savage (z Miss Elizabeth) pokonał Breta Harta (z Jimmym Hartem i Jimem Neidhartem)    | Singles match                                      | 12:03 |
| 3                                  | King Kong Bundy (z Bobbym Heenanem) pokonał Hulka Hogana (c) poprzez wyliczenie pozaringowe | Singles match o WWF World Heavyweight Championship | 13:45 |
| 4                                  | Bam Bam Bigelow (z Oliverem Humperdinkiem) pokonał Herculesa                                | Singles match                                      | 7:00  |
| (c) – mistrz/mistrzyni przed walką |                                                                                             |                                                    |       |

### Saturday Night’s Main Event XIV
Saturday Night’s Main Event XIV – gala wrestlingu wyprodukowana przez World Wrestling Federation (WWF). Odbyła się 11 listopada 1987 w Capital Centre w Landover w stanie Maryland. Emisja była przeprowadzana 2 stycznia 1988 na NBC. Była to czternasta gala w chronologii cyklu Saturday Night’s Main Event.
Podczas walki Hulk Hogan-King Kong Bundy, sędzia Jack Krueger został przypadkowo złapany i znokautowany przez Bundy’ego w próbie zrzucenia Hogana; walka została na krótko przerwana, gdy nowy sędzia, Dave Hebner, zajął miejsce Kruegera. Po walce André the Giant zaatakował Hogana z zaskoczenia i dusił go do utraty przytomności, odpierając ataki kilku wrestlerów, którzy przyszli mu pomóc; było to jedno z przygotowań do walki Hogan-Andre na The Main Event, wyemitowanym 5 lutego 1988 roku.
| Nr                                 | Wyniki | Stypulacje                                               | Czas  |
| ---------------------------------- | --- | -------------------------------------------------------- | ----- |
| 1                                  | Strike Force (Tito Santana i Rick Martel) (c) pokonali The Bolsheviks (Nikolaia Volkoffa i Borisa Zuhkova) (z Slickiem) | Two-out-of-three-falls match o WWF Tag Team Championship | 7:55  |
| 2                                  | Jake Roberts pokonał Sikę (z Mr. Fujim)                                                                                 | Singles match                                            | 3:55  |
| 3                                  | Hulk Hogan (c) pokonał King Kong Bundy’ego (z André the Giantem)                                                        | Singles match o WWF World Heavyweight Championship       | 12:09 |
| 4                                  | Greg Valentine (with Jimmy Hart) pokonał Koko B. Ware’a poprzez submission                                              | Singles match                                            | 7:30  |
| (c) – mistrz/mistrzyni przed walką | |                                                          |       |

### Saturday Night’s Main Event XV
Saturday Night’s Main Event XV – gala wrestlingu wyprodukowana przez World Wrestling Federation (WWF). Odbyła się 7 marca 1988 w Nashville Municipal Auditorium w Nashville w stanie Tennessee. Emisja była przeprowadzana 12 marca na NBC. Była to piętnasta gala w chronologii cyklu Saturday Night’s Main Event.
Podczas nagrań nagrano walkę Dona Muraco z Butchem Reedem, ale wyemitowano ją na kanale Prime Time Wrestling 11 kwietnia 1988 roku.
W walce pomiędzy Hulkiem Hoganem i Harleyem Race’em Race położył Hogana na stole poza ringiem i próbował wykonać diving headbutt z krawędzi ringu, ale Hogan usunął się z drogi, a Race wpadł na stół, doznając autentycznej poważnej kontuzji, która ostatecznie zmusiła go do przejścia na emeryturę w 1991 roku.
Po walce Teda DiBiasego i André the Gianta, Hogan pojawił się przy ringu, aby oczyścić ring z DiBiasego i Virgila, którzy zaczęli okładać Randy’ego „Macho Man” Savage’a po walce.
Walka pomiędzy The Islanders (Haku i Tama) i The Killer Bees (Jim Brunzell i B. Brian Blair) był Two-out-of-three-falls matchem, jednak w telewizji transmitowano tylko pierwszy fall.
| Nr | Wyniki | Stypulacje                   | Czas  |
| -- | --- | ---------------------------- | ----- |
| 1  | Brutus Beefcake pokonał Grega Valentine’a (z Jimmym Hartem)                                                               | Singles match                | 9:02  |
| 2  | Hulk Hogan pokonał Harleya Race’a (z Bobbym Heenanem)                                                                     | Singles match                | 6:37  |
| 3  | Ted DiBiase (z Virgilem i André the Giantem) pokonał Randy’ego Savage’a (z Miss Elizabeth) poprzez wyliczenie pozaringowe | Singles match                | 11:39 |
| 4  | The Islanders (Haku i Tama) (z Bobbym Heenanem) pokonali The Killer Bees (Jimem Brunzellem i B. Brianem Blairem)          | Two-out-of-three-falls match | 3:38  |
| 5  | One Man Gang (z Slickiem) pokonał Kena Paterę                                                                             | Singles match                | 3:47  |

### Saturday Night’s Main Event XVI
Saturday Night’s Main Event XVI – gala wrestlingu wyprodukowana przez World Wrestling Federation (WWF). Odbyła się 22 kwietnia 1988 w Springfield Civic Center w Springfield w stanie Massachusetts. Emisja była przeprowadzana 30 kwietnia na NBC. Była to szesnasta gala w chronologii cyklu Saturday Night’s Main Event. Było to pierwszy Saturday Night’s Main Event, w którym Hulk Hogan nie wystąpił w żadnym z transmitowanych w telewizji walk ani wywiadów, ponieważ w tym czasie wziął urlop, aby rozpocząć zdjęcia do filmu No Holds Barred.
| Nr                                 | Wyniki | Stypulacje                                         | Czas |
| ---------------------------------- | --- | -------------------------------------------------- | ---- |
| 1                                  | Jim Duggan pokonał Herculesa (z Bobbym Heenanem i André the Giantem) poprzez dyskwalifikację                                    | Singles match                                      | 8:47 |
| 2                                  | Brutus Beefcake pokonał Danny’ego Davisa (z Jimmym Hartem)                                                                      | Singles match                                      | 3:10 |
| 3                                  | Randy Savage (c) (z Miss Elizabeth) i One Man Ganga (z Slickiem)                                                                | Singles match o WWF World Heavyweight Championship | 6:03 |
| 4                                  | Demolition (Ax i Smash) (z Mr. Fujim) pokonali The British Bulldogs (Daveya Boy Smitha i Dynamite Kida) poprzez dyskwalifikację | Tag team match                                     | 5:05 |
| 5                                  | Ted DiBiase (z Virgilem) pokonał Dona Muraco (z Billym Grahamem)                                                                | Singles match                                      | 4:12 |
| 6                                  | Rick Rude (z Bobbym Heenanem) defeated Koko B. Ware’a                                                                           | Singles match                                      | 3:44 |
| (c) – mistrz/mistrzyni przed walką | |                                                    |      |

### Saturday Night’s Main Event XVII
Saturday Night’s Main Event XVII – gala wrestlingu wyprodukowana przez World Wrestling Federation (WWF). Odbyła się 25 października 1988 w Baltimore Arena w Baltimore w stanie Maryland. Emisja była przeprowadzana 29 października na NBC. Była to siedemnasta gala w chronologii cyklu Saturday Night’s Main Event.
| Nr                                 | Wyniki | Stypulacje                                 | Czas |
| ---------------------------------- | --- | ------------------------------------------ | ---- |
| 1                                  | Jake Roberts (with Cherylem Robertsem) pokonał Ricka Rude’a (z Bobbym Heenanem) poprzez dyskwalifikację               | Singles match                              | 7:22 |
| 2                                  | Demolition (Ax i Smash) (c) (z Mr. Fujim i Jimmym Hartem) pokonali The Hart Foundation (Breta Harta i Jima Neidharta) | Tag team match o WWF Tag Team Championship | 5:58 |
| 3                                  | Hulk Hogan (z Miss Elizabeth) pokonał Kinga Haku (z Bobbym Heenanem)                                                  | Singles match                              | 6:16 |
| 4                                  | Dino Bravo (z Frenchym Martinem) pokonał Kena Paterę                                                                  | Singles match                              | 3:03 |
| 5                                  | Big Boss Man (z Slickiem) pokonał Jima Powersa                                                                        | Singles match                              | 2:34 |
| (c) – mistrz/mistrzyni przed walką | |                                            |      |

### Saturday Night’s Main Event XVIII
Saturday Night’s Main Event XVIII – gala wrestlingu wyprodukowana przez World Wrestling Federation (WWF). Odbyła się 16 listopada 1988 w Baltimore Arena w Baltimore w stanie Maryland. Emisja była przeprowadzana 26 listopada na NBC. Była to osiemnasta gala w chronologii cyklu Saturday Night’s Main Event.
Podczas programu Brother Love przeprowadził specjalny wywiad z Hulkiem Hoganem i Slickiem.
| Nr                                 | Wyniki | Stypulacje                                         | Czas |
| ---------------------------------- | --- | -------------------------------------------------- | ---- |
| 1                                  | The Ultimate Warrior (c) pokonał Super Ninję (z Mr. Fujim)                                                                           | Singles match o WWF Intercontinental Championship  | 2:11 |
| 2                                  | Hercules pokonał Virgila (z Tedem DiBiase)                                                                                           | Singles match                                      | 3:20 |
| 3                                  | Randy Savage (c) (z Miss Elizabeth) vs. André the Giant (z Bobbym Heenanem) zakończyło się podwójną dyskwalifikacją                  | Singles match o WWF World Heavyweight Championship | 8:51 |
| 4                                  | Jim Duggan pokonał Borisa Zuhkova | Flag match                                         | 2:27 |
| 5                                  | The Fabulous Rougeaus (Jacques Rougeau i Raymond Rougeau) (z Jimmym Hartem) pokonali The Young Stallions (Paula Romę i Jima Powersa) | Tag team match                                     | 3:05 |
| (c) – mistrz/mistrzyni przed walką | |                                                    |      |

### Saturday Night’s Main Event XIX
Saturday Night’s Main Event XIX – gala wrestlingu wyprodukowana przez World Wrestling Federation (WWF). Odbyła się 7 grudnia 1988 w USF Sun Dome w Tampie w stanie Floryda. Emisja była przeprowadzana 7 stycznia 1989 na NBC. Była to dziewiętnasta gala w chronologii cyklu Saturday Night’s Main Event.
Wydarzenia w trakcie i po walce Hulk Hogan-Akeem – Randy Savage, który odmówił wykonania obrony i ucieczki przed Akeemem i Big Boss Manem, gdy ci okładali Hogana, ale Savage natychmiast podbiegł do ringu, gdy heelowie grozili pobiciem Miss Elizabeth, a następnie Savage przesłuchał Elizabeth, gdy ta zajmowała się pobitym Hoganem – pomogły przewidzieć późniejszy heel turn Savage’a na The Main Event II w lutym.
George Steinbrenner siedział w pierwszym rzędzie podczas tego wydarzenia, a Bobby „The Brain” Heenan w pewnym momencie powiedział o facecie, którego wówczas prowadził na ringu, do Steinbrennera: „Mam ring pełen Winfieldów”.
| Nr                                 | Wyniki                                                                                             | Stypulacje                                        | Czas |
| ---------------------------------- | -------------------------------------------------------------------------------------------------- | ------------------------------------------------- | ---- |
| 1                                  | Brutus Beefcake pokonał Rona Bassa                                                                 | Hair vs. Hair match                               | 7:40 |
| 2                                  | Hulk Hogan (z Miss Elizabeth) pokonał Akeema (z Big Boss Manem i Slickiem) poprzez dyskwalifikację | Singles match                                     | 8:06 |
| 3                                  | The Ultimate Warrior (c) pokonał The Honky Tonk Mana (z Jimmym Hartem)                             | Singles match o WWF Intercontinental Championship | 5:07 |
| 4                                  | Tito Santana pokonał The Red Roostera (z Bobbym Heenanem)                                          | Singles match                                     | 7:27 |
| 5                                  | Mr. Perfect pokonał Koko B. Ware’a                                                                 | Singles match                                     | 3:10 |
| (c) – mistrz/mistrzyni przed walką | |                                                   |      |

### Saturday Night’s Main Event XX
Saturday Night’s Main Event XX – gala wrestlingu wyprodukowana przez World Wrestling Federation (WWF). Odbyła się 16 lutego 1989 w Hersheypark Arena w Hershey w stanie Pensylwania. Emisja była przeprowadzana 11 marca na NBC. Była to dwudziesta gala w chronologii cyklu Saturday Night’s Main Event.
Podczas wydarzenia Mean Gene Okerlund przeprowadził specjalny wywiad z Miss Elizabeth, aby publicznie ogłosić, w czyim narożniku pojawi się na WrestleManii V.
| Nr | Wyniki | Stypulacje     | Czas |
| -- | --- | -------------- | ---- |
| 1  | Brutus Beefcake pokonał Ricka Rude’a (z Bobbym Heenanem) poprzez dyskwalifikację                                                                                           | Singles match  | 5:45 |
| 2  | Hulk Hogan (z Miss Elizabeth) pokonał Bad News Browna | Singles match  | 9:44 |
| 3  | Ted DiBiase (z Virgilem) pokonał The Blue Blazera | Singles match  | 3:57 |
| 4  | The Brain Busters (Arn Anderson i Tully Blanchard) (z Bobbym Heenanem) vs. The Rockers (Shawn Michaels i Marty Jannetty) zakończyło się podwójnym wyliczeniem pozaringowym | Tag team match | 9:19 |
| 5  | The Red Rooster pokonał The Brooklyn Brawlera (z Bobbym Heenanem) | Singles match  | 1:05 |

### Saturday Night’s Main Event XXI
Saturday Night’s Main Event XXI – gala wrestlingu wyprodukowana przez World Wrestling Federation (WWF). Odbyła się 25 kwietnia 1989 w Veterans Memorial Auditorium w Des Moines w stanie Iowa. Emisja była przeprowadzana 27 maja na NBC. Była to dwudziesta pierwsza gala w chronologii cyklu Saturday Night’s Main Event.
Podczas walki w stalowej klatce pomiędzy Hulkiem Hoganem i Big Boss Manem, Hogan wykonał superplex na Boss Mana z klatki na matę, na krótko nokautując obu zapaśników. Przed walką Tommy Lister Jr., grający Zeusa (czarnego bohatera filmu) w filmie No Holds Barred, podszedł do ringu i stanął przed wejściem do klatki, bijąc Hogana, po tym jak rzucił mu wyzwanie, by „poruszał mną!”.
| Nr                                 | Wyniki | Stypulacje                                            | Czas  |
| ---------------------------------- | --- | ----------------------------------------------------- | ----- |
| 1                                  | King Duggan pokonał Ricka Rude’a (c) (z Bobbym Heenanem) poprzez wyliczenie pozaringowe                                               | Singles match o WWF Intercontinental Championship     | 7:15  |
| 2                                  | Randy Savage (z Sensational Sherri) pokonał Jima Neidharta                                                                            | Singles match                                         | 5:54  |
| 3                                  | Hulk Hogan (c) pokonał Big Boss Mana (z Slickiem) uciekając z klatki                                                                  | Steel Cage match o WWF World Heavyweight Championship | 10:01 |
| 4                                  | The Brain Busters (Arn Anderson i Tully Blanchard) (z Bobbym Heenanem) pokonali Demolition (Axa i Smasha) (c) poprzez dyskwalifikację | Tag team match o WWF Tag Team Championship            | 9:15  |
| 5                                  | Jimmy Snuka pokonał Borisa Zhukova (z Slickiem)                                                                                       | Singles match                                         | 1:11  |
| (c) – mistrz/mistrzyni przed walką | |                                                       |       |

### Saturday Night’s Main Event XXII
Saturday Night’s Main Event XXII – gala wrestlingu wyprodukowana przez World Wrestling Federation (WWF). Odbyła się 18 lipca 1989 w Worcester Centrum w Worcester w stanie Massachusetts. Emisja była przeprowadzana 29 lipca na NBC. Była to dwudziesta druga gala w chronologii cyklu Saturday Night’s Main Event.
Podczas walki Randy Savage-Brutus Beefcake, Zeus pojawił się przy ringu i interweniował w imieniu Savage’a. Hulk Hogan przyszedł pomóc Beefcake’owi, ale nie był w stanie skrzywdzić Zeusa. Wydarzenia z tej walki były jednym z elementów, które pomogły w przygotowaniu głównego wydarzenia SummerSlam.
| Nr                                 | Wyniki | Stypulacje                                               | Czas  |
| ---------------------------------- | --- | -------------------------------------------------------- | ----- |
| 1                                  | Hulk Hogan (c) pokonał The Honky Tonk Mana (z Jimmym Hartem)                                                  | Singles match o WWF World Heavyweight Championship       | 6:14  |
| 2                                  | Jimmy Snuka pokonał Grega Valentine’a (z Jimmym Hartem)                                                       | Singles match                                            | 3:14  |
| 3                                  | Brutus Beefcake pokonał Randy’ego Savage’a (z Sensational Sherri) poprzez dyskwalifikację                     | Singles match                                            | 11:30 |
| 4                                  | The Brain Busters (Arn Anderson i Tully Blanchard) (z Bobbym Heenanem) pokonali Demolition (Axa i Smasha) (c) | Two-out-of-three-falls match o WWF Tag Team Championship | 12:33 |
| (c) – mistrz/mistrzyni przed walką | |                                                          |       |

### Saturday Night’s Main Event XXIII
Saturday Night’s Main Event XXIII – gala wrestlingu wyprodukowana przez World Wrestling Federation (WWF). Odbyła się 21 września 1989 w Riverfront Coliseum w Cincinnati w stanie Ohio. Emisja była przeprowadzana 14 października na NBC. Była to dwudziesta trzecia gala w chronologii cyklu Saturday Night’s Main Event.
| Nr                                 | Wyniki | Stypulacje                       | Czas |
| ---------------------------------- | --- | -------------------------------- | ---- |
| 1                                  | Randy Savage (z Queen Sherri) pokonał Jimmy’ego Snukę | Singles match                    | 5:37 |
| 2                                  | Hulk Hogan (c) pokonał Teda DiBiasego (z Zeusem) | Singles match o WWF Championship | 9:28 |
| 3                                  | Roddy Piper pokonał Haku (z Bobbym Heenanem) | Singles match                    | 3:02 |
| 4                                  | Tito Santana (z The Red Roosterem, Brutusem Beefcakem i Dustym Rhodesem) vs. Rick Martel (z Jimmym Hartem, The Honky Tonk Manem, Slickiem, Akeemem i Big Boss Manem) zakończyło się podwójną dyskwalifikacją | Singles match                    | 9:41 |
| 5                                  | The Bushwhackers (Luke i Butch) pokonali The Fabulous Rougeaus (Jacques’a i Raymonda) (z Jimmym Hartem) | Tag team match                   | 3:15 |
| (c) – mistrz/mistrzyni przed walką | |                                  |      |

### Saturday Night’s Main Event XXIV
Saturday Night’s Main Event XXIV – gala wrestlingu wyprodukowana przez World Wrestling Federation (WWF). Odbyła się 31 października 1989 w Sunflower State Expocentre w Topece w stanie Kansas. Emisja była przeprowadzana 25 listopada na NBC. Była to dwudziesta czwarta gala w chronologii cyklu Saturday Night’s Main Event.
| Nr                                 | Wyniki | Stypulacje                                        | Czas |
| ---------------------------------- | --- | ------------------------------------------------- | ---- |
| 1                                  | The Ultimate Warrior (c) defeated André the Gianta (z Bobbym Heenanem) poprzez dyskwalifikację                                       | Singles match o WWF Intercontinental Championship | 7:46 |
| 2                                  | The Genius pokonał Hulka Hogana (c) poprzez wyliczenie pozaringowe                                                                   | Singles match o WWF Championship                  | 7:34 |
| 3                                  | Dusty Rhodes pokonał Big Boss Mana (z Slickiem)                                                                                      | Singles match                                     | 4:47 |
| 4                                  | Mr. Perfect (z The Geniusem) pokonał The Red Roostera                                                                                | Singles match                                     | 4:13 |
| 5                                  | The Rockers (Shawn Michaels i Marty Jannetty) pokonali The Brain Busters (Arna Andersona i Tully’ego Blancharda) (z Bobbym Heenanem) | Two-out-of-three-falls match                      | 7:32 |
| (c) – mistrz/mistrzyni przed walką | |                                                   |      |

### Saturday Night’s Main Event XXV
Saturday Night’s Main Event XXV – gala wrestlingu wyprodukowana przez World Wrestling Federation (WWF). Odbyła się 3 stycznia 1990 w UTC Arena w Chattanooga w stanie Tennessee. Emisja była przeprowadzana 27 stycznia na NBC. Była to dwudziesta piąta gala w chronologii cyklu Saturday Night’s Main Event.
| Nr | Wyniki | Stypulacje     | Czas |
| -- | --- | -------------- | ---- |
| 1  | Randy Savage (z Queen Sherri) pokonał Jima Duggana                                                            | Singles match  | 9:14 |
| 2  | Hulk Hogan i The Ultimate Warrior pokonali Mr. Perfecta i The Geniusa                                         | Tag team match | 8:02 |
| 3  | Jake Roberts pokonał Grega Valentine’a (z Jimmym Hartem) poprzez dyskwalifikację                              | Singles match  | 5:16 |
| 4  | Dusty Rhodes (z Sapphire) vs. Rick Rude (z Bobbym Heenanem) zakończyło się podwójnym wyliczeniem pozaringowym | Singles match  | 9:04 |
| 5  | Dino Bravo (z Jimmym Hartem i Earthquakem) pokonał Rona Garvina                                               | Singles match  | 3:19 |

### Saturday Night’s Main Event XXVI
Saturday Night’s Main Event XXVI – gala wrestlingu wyprodukowana przez World Wrestling Federation (WWF). Odbyła się 23 kwietnia 1990 w Frank Erwin Center w Austin w Teksasie. Emisja była przeprowadzana 28 kwietnia na NBC. Była to dwudziesta szósta gala w chronologii cyklu Saturday Night’s Main Event.
| Nr                                 | Wyniki | Stypulacje                                         | Czas |
| ---------------------------------- | --- | -------------------------------------------------- | ---- |
| 1                                  | Hulk Hogan pokonał Mr. Perfecta (z The Geniusem)                                                                                         | Singles match                                      | 8:03 |
| 2                                  | Earthquake (z Jimmym Hartem) pokonał Hillbilly’ego Jima                                                                                  | Singles match                                      | 1:58 |
| 3                                  | The Hart Foundation (Bret Hart i Jim Neidhart) vs. The Rockers (Shawn Michaels i Marty Jannetty) zakończyło się podwójną dyskwalifikacją | Tag team match                                     | 9:30 |
| 4                                  | The Ultimate Warrior (c) pokonał Haku (z Bobbym Heenanem)                                                                                | Singles match o WWF World Heavyweight Championship | 4:49 |
| 5                                  | Big Boss Man pokonał Akeema (z Slickiem) poprzez dyskwalifikację                                                                         | Singles match                                      | 3:18 |
| (c) – mistrz/mistrzyni przed walką | |                                                    |      |

### Saturday Night’s Main Event XXVII
Saturday Night’s Main Event XXVII – gala wrestlingu wyprodukowana przez World Wrestling Federation (WWF). Odbyła się 16 lipca 1990 w Omaha Civic Auditorium w Omaha w stanie Nebraska. Emisja była przeprowadzana 28 lipca na NBC. Była to dwudziesta siódma gala w chronologii cyklu Saturday Night’s Main Event.
Podczas tego wydarzenia zadebiutował w WWF The Texas Tornado.
| Nr                                 | Wyniki                                                                                                   | Stypulacje                                        | Czas  |
| ---------------------------------- | --- | ------------------------------------------------- | ----- |
| 1                                  | The Ultimate Warrior (c) pokonał Ricka Rude’a (z Bobbym Heenanem) poprzez dyskwalifikację                | Singles match o WWF Championship                  | 9:43  |
| 2                                  | Demolition (Smash i Crush) (c) (z Axem) pokonali The Rockers (Shawna Michaelsa i Marty’ego Jannetty’ego) | Tag team match o WWF Tag Team Championship        | 9:31  |
| 3                                  | Mr. Perfect (z Bobbym Heenanem) (c) pokonał Tito Santanę                                                 | Singles match o WWF Intercontinental Championship | 10:11 |
| 4                                  | The Texas Tornado pokonał Buddy’ego Rose’a                                                               | Singles match                                     | 3:09  |
| (c) – mistrz/mistrzyni przed walką | |                                                   |       |

### Saturday Night’s Main Event XXVIII
Saturday Night’s Main Event XXVIII – gala wrestlingu wyprodukowana przez World Wrestling Federation (WWF). Odbyła się 18 września 1990 w Toledo Sports Arena w Toledo w stanie Ohio. Emisja była przeprowadzana 13 października na NBC. Była to dwudziesta ósma gala w chronologii cyklu Saturday Night’s Main Event.
Podczas walki Randy’ego Savage’a i Dusty’ego Rhodesa, Ted DiBiase zaatakował syna Dusty’ego, Dustina Rhodesa.
| Nr                                 | Wyniki | Stypulacje                                        | Czas |
| ---------------------------------- | --- | ------------------------------------------------- | ---- |
| 1                                  | The Ultimate Warrior i The Legion of Doom (Hawk i Animal) pokonali Demolition (Axa, Smasha i Crusha)                               | Six-man tag team match                            | 4:59 |
| 2                                  | Randy Savage (z Queen Sherri) pokonał Dusty’ego Rhodesa poprzez wyliczenie pozaringowe                                             | Singles match                                     | 9:30 |
| 3                                  | Hulk Hogan i Tugboat pokonali Rhythm and Blues (The Honky Tonk Mana i Grega Valentine’a) (z Jimmym Hartem) poprzez dyskwalifikację | Tag team match                                    | 7:20 |
| 4                                  | Sgt. Slaughter (z Gen. Adnanem) pokonał Koko B. Ware’a poprzez submission                                                          | Singles match                                     | 5:18 |
| 5                                  | The Texas Tornado (c) pokonał Haku (z Bobbym Heenanem)                                                                             | Singles match o WWF Intercontinental Championship | 3:10 |
| (c) – mistrz/mistrzyni przed walką | |                                                   |      |

### Saturday Night’s Main Event XXIX
Saturday Night’s Main Event XXIX – gala wrestlingu wyprodukowana przez World Wrestling Federation (WWF). Odbyła się 15 kwietnia 1991 w Omaha Civic Auditorium w Omaha w stanie Nebraska. Emisja była przeprowadzana 27 kwietnia na NBC. Była to dwudziesta dziewiąta gala w chronologii cyklu Saturday Night’s Main Event.
| Nr                                 | Wyniki | Stypulacje                                 | Czas  |
| ---------------------------------- | --- | ------------------------------------------ | ----- |
| 1                                  | The Ultimate Warrior pokonał Sgt. Slaughtera (z General Adnanem i Col. Mustafą) poprzez dyskwalifikację                                | Singles match                              | 8:00  |
| 2                                  | The Nasty Boys (Brian Knobbs i Jerry Sags) (c) (z Jimmym Hartem) pokonali The Bushwhackers (Bushwhackera Luke’a i Bushwhackera Butcha) | Tag team match o WWF Tag Team Championship | 6:48  |
| 3                                  | Mr. Perfect wygrał eliminując jako ostatniego Grega Valentine’a                                                                        | Battle Royal                               | 12:30 |
| 4                                  | Ted DiBiase (z Sensational Sherri) vs. Bret Hart zakończyło się podwójną dyskwalifikacją                                               | Singles match                              | 9:56  |
| 5                                  | The Mountie (z Jimmym Hartem) pokonał Tito Santanę                                                                                     | Singles match                              | 4:29  |
| (c) – mistrz/mistrzyni przed walką | |                                            |       |

1. ↑  Kolejność eliminacji: Paul Roma; Marty Jannetty; The British Bulldog; Tanaka; Jimmy Snuka; Jake Roberts; The Warlord; The Texas Tornado; Jim Duggan; Earthquake; Kato; Hulk Hogan; Tugboat; Hercules; The Big Boss Man; Haku; Shawn Michaels; The Barbarian; Greg Valentine.

### Saturday Night’s Main Event XXX
Saturday Night’s Main Event XXX – gala wrestlingu wyprodukowana przez World Wrestling Federation (WWF). Odbyła się 27 stycznia 1992 w Lubbock Municipal Coliseum w Lubbock w Teksasie. Emisja była przeprowadzana 8 lutego na Fox. Była to trzydziesta gala w chronologii cyklu Saturday Night’s Main Event.
Zastrzeżenia przedmeczowe dotyczące walki Roddy’ego Pipera i The Mountie o WWF Intercontinental Championship głosiły, że Bret Hart zmierzy się ze zwycięzcą na WrestleManii VIII.
The Legion of Doom (Road Warrior Hawk i Road Warrior Animal) pierwotnie mieli zmierzyć się z The Beverly Brothers (Blake Beverly i Beau Beverly), jednak zastąpili ich Sgt. Slaughter i Jim Duggan.
Po walce Randy’ego Savage’a i Jake’a Robertsa transmisja zakończyła się wejściem Miss Elizabeth na ring i świętowaniem z Savage’em. Tydzień później podczas Superstars ujawniono, że Roberts przygotowywał się do uderzenia Miss Elizabeth stalowym krzesłem, gdy tylko zeszła za kulisy, ale The Undertaker zapobiegł atakowi i pozwolił Savage’owi uderzyć Robertsa swoim krzesłem.
| Nr                                 | Wyniki | Stypulacje                                        | Czas  |
| ---------------------------------- | --- | ------------------------------------------------- | ----- |
| 1                                  | Roddy Piper (c) pokonał The Mountiego (z Jimmym Hartem)                                                                                           | Singles match o WWF Intercontinental Championship | 3:30  |
| 2                                  | Hulk Hogan i Sid Justice (z Brutusem Beefcakem) pokonał Rica Flaira i The Undertakera (z Mr. Perfectem i Paulem Bearerem) poprzez dyskwalifikację | Tag team match                                    | 11:42 |
| 3                                  | Sgt. Slaughter i Jim Duggan pokonali The Beverly Brothers (Blake’a Beverly’ego i Beaua Beverly’ego) (z The Geniusem)                              | Tag team match                                    | 2:39  |
| 4                                  | Randy Savage (z Miss Elizabeth) pokonał Jake’a Robertsa                                                                                           | Singles match                                     | 5:25  |
| (c) – mistrz/mistrzyni przed walką | |                                                   |       |

### Saturday Night’s Main Event XXXI
Saturday Night’s Main Event XXXI – gala wrestlingu wyprodukowana przez World Wrestling Federation (WWF). Odbyła się 27 października 1992 w Hulman Center w Terre Haute w stanie Indiana. Emisja była przeprowadzana 14 listopada na Fox. Była to trzydziesta pierwsza gala w chronologii cyklu Saturday Night’s Main Event.
| Nr                                 | Wyniki | Stypulacje                                        | Czas  |
| ---------------------------------- | --- | ------------------------------------------------- | ----- |
| 1                                  | The Ultimate Maniacs (The Ultimate Warrior i Randy Savage) pokonali Money Inc. (Teda DiBiasego and Irwin R. Schystera) (c) (z Jimmym Hartem) poprzez wyliczenie pozaringowe | Tag team match o WWF Tag Team Championship        | 6:11  |
| 2                                  | Shawn Michaels pokonał The British Bulldoga (c) | Singles match o WWF Intercontinental Championship | 10:28 |
| 3                                  | Bret Hart (c) pokonał Papę Shango poprzez submission | Singles match o WWF Championship                  | 7:13  |
| (c) – mistrz/mistrzyni przed walką | |                                                   |       |

### Saturday Night’s Main Event XXXII
Saturday Night’s Main Event XXXII – gala wrestlingu wyprodukowana przez World Wrestling Entertainment (WWE) dla zawodników z brandów Raw i SmackDown!. Odbyła się 18 marca 2006 w Cobo Arena w Detroit w stanie Michigan. Emisja była przeprowadzana na żywo na NBC. Była to trzydziesta druga gala w chronologii cyklu Saturday Night’s Main Event.
Mickie James i Trish Stratus walczyły o WWE Women’s Championship na New Year’s Revolution, a Stratus je zachowała. W kolejnych miesiącach obsesja James na punkcie Stratus wzrosła do tego stopnia, że wyznała Stratus, że jest w niej zakochana. James próbowała pocałować Stratus na Saturday Night’s Main Event XXXII, po tym jak duet pokonał Candice Michelle i Victorię. Po tym, jak została odrzucona, James zaatakowała Stratus i później przyrzekła ją zniszczyć.
| Nr | Wyniki                                                                        | Stypulacje     | Czas  |
| -- | ----------------------------------------------------------------------------- | -------------- | ----- |
| 1D | Big Show pokonał Carlito                                                      | Singles match  | —     |
| 2  | John Cena i Triple H pokonali Kurta Angle’a, Reya Mysterio i Randy’ego Ortona | Handicap match | 11:40 |
| 3  | Mickie James i Trish Stratus pokonały Candice Michelle i Victorię             | Tag team match | 2:40  |
| 4  | Shane McMahon pokonał Shawna Michaelsa poprzez 'submission'                   | Street Fight   | 16:42 |

### Saturday Night’s Main Event XXXIII
Saturday Night’s Main Event XXXIII – gala wrestlingu wyprodukowana przez World Wrestling Entertainment (WWE) dla zawodników z brandów Raw, SmackDown! i ECW. Odbyła się 15 lipca 2006 w American Airlines Center w Dallas w Teksasie. Emisja była przeprowadzana na żywo na NBC. Była to trzydziesta trzecia gala w chronologii cyklu Saturday Night’s Main Event.
| Nr                                 | Wyniki | Stypulacje                       | Czas  |
| ---------------------------------- | --- | -------------------------------- | ----- |
| 1                                  | Batista, Rey Mysterio i Bobby Lashley pokonali Marka Henry’ego, Finlaya i Kinga Bookera (z Queen Sharmell i Williamem Regalem) | Six-man tag team match           | 10:07 |
| 2                                  | Carlito i Trish Stratus pokonali Johnny’ego Nitro i Melinę                                                                     | Mixed tag team match             | 2:36  |
| 3                                  | D-Generation X (Triple H i Shawn Michaels) pokonali The Spirit Squad (Kenny’ego, Mitcha, Nicky’ego, Johnny’ego i Mikey’ego)    | Handicap Elimination match       | 8:52  |
| 4                                  | Michelle McCool pokonała Victorię                                                                                              | Diva Bull-Riding Contest         | 1:08  |
| 5                                  | Sabu pokonał Steviego Richardsa                                                                                                | Extreme Rules match              | 2:02  |
| 6                                  | John Cena pokonał Edge’a (c) (z Litą) poprzez dyskwalifikację                                                                  | Singles match o WWE Championship | 7:54  |
| (c) – mistrz/mistrzyni przed walką | |                                  |       |

### Saturday Night’s Main Event XXXIV
Saturday Night’s Main Event XXXIV – gala wrestlingu wyprodukowana przez World Wrestling Entertainment (WWE) dla zawodników z brandów Raw, SmackDown! i ECW. Odbyła się 28 maja 2007 w Air Canada Centre w Toronto w prowincji Ontario w Kanadzie. Emisja była przeprowadzana 2 czerwca na NBC. Była to trzydziesta czwarta gala w chronologii cyklu Saturday Night’s Main Event.
| Nr | Wyniki                                                                 | Stypulacje             | Czas  |
| -- | ---------------------------------------------------------------------- | ---------------------- | ----- |
| 1  | The Great Khali (z Ranjinem Singhem) pokonał Johna Cenę                | Singles match          | 6:20  |
| 2  | Batista i Chris Benoit pokonali Edge’a i Montela Vontavious Portera    | Tag team match         | 10:37 |
| 3  | Finlay i Hornswoggle pokonali The Boogeymana i Little Boogeymana       | Mixed tag team match   | 3:49  |
| 4  | Kane, Doink the Clown i Eugene pokonali Kevina Thorna, Viscerę i Umagę | Six-man tag team match | 10:55 |

### Saturday Night’s Main Event XXXV
Saturday Night’s Main Event XXXV – gala wrestlingu wyprodukowana przez World Wrestling Entertainment (WWE) dla zawodników z brandów Raw, SmackDown! i ECW. Odbyła się 13 sierpnia 2007 w Madison Square Garden w Nowym Jorku w stanie Nowy Jork. Emisja była przeprowadzana 18 sierpnia na NBC. Była to trzydziesta piąta gala w chronologii cyklu Saturday Night’s Main Event.
| Nr | Wyniki                                                                                  | Stypulacje     | Czas |
| -- | --------------------------------------------------------------------------------------- | -------------- | ---- |
| 1  | Batista i Kane pokonali Finlaya i The Great Khaliego (z Ranjinem Singhem)               | Tag team match | 8:25 |
| 2  | John Cena pokonał Carlito poprzez submission                                            | Singles match  | 5:37 |
| 3  | Evander Holyfield vs. Matt Hardy zakończyło się bez rezultatu                           | Boxing match   | 0:44 |
| 4  | CM Punk i The Boogeyman pokonali Johna Morrisona i Big Daddy’ego V (z Mattem Strikerem) | Tag team match | 6:40 |

### Saturday Night’s Main Event XXXVI
Saturday Night’s Main Event XXXVI – gala wrestlingu wyprodukowana przez World Wrestling Entertainment (WWE) dla zawodników z brandów Raw, SmackDown! i ECW. Odbyła się 28 lipca 2008 w Verizon Center w Waszyngtonie, D.C.. Emisja była przeprowadzana 2 sierpnia na NBC. Była to trzydziesta szósta gala w chronologii cyklu Saturday Night’s Main Event.
| Nr | Wyniki | Stypulacje               | Czas  |
| -- | --- | ------------------------ | ----- |
| 1D | Paul London pokonał Charliego Haasa | Singles match            | 8:25  |
| 2  | John „Bradshaw” Layfield, Kane i The Legacy (Cody Rhodes i Ted DiBiase) pokonali Johna Cenę, Batistę i Cryme Tyme (Shada Gasparda i JTG-a) | Eight-man tag team match | 11:00 |
| 3  | The Great Khali (z Ranjinem Singhem) pokonał Jimmy’ego Wang Yanga                                                                          | Singles match            | 1:30  |
| 4  | Edge pokonał Jeffa Hardy’ego | Singles match            | 12:00 |

### Saturday Night’s Main Event XXXVII
Saturday Night’s Main Event XXXVII – gala wrestlingu wyprodukowana przez WWE dla zawodników z brandów Raw i SmackDown. Odbyła się 14 grudnia 2024 w Nassau Veterans Memorial Coliseum w Uniondale w stanie Nowy Jork. Emisja była przeprowadzana na żywo zarówno na NBC, jak i Peacocku w Stanach Zjednoczonych oraz na YouTube na większości innych rynków międzynarodowych jako 2-godzinny special. Była to trzydziesta siódma gala w chronologii cyklu Saturday Night’s Main Event. W tym specialu odbyła się koronacja pierwszej WWE Women’s United States Championki.
6 grudnia ogłoszono, że WWE Hall of Famer, Jesse „The Body” Ventura, będzie komentatorem wydarzenia. Analityk futbolu akademickiego ESPN, Pat McAfee, również powrócił, aby skomentować wszystkie walki podczas tego samego wydarzenia.
| Nr                                                                                    | Wyniki | Stypulacje                                              | Czas  |
| ------------------------------------------------------------------------------------- | --- | ------------------------------------------------------- | ----- |
| 1D                                                                                    | Motor City Machine Guns (Alex Shelley i Chris Sabin) pokonali A-Town Down Under (Austina Theory’ego i Graysona Wallera) poprzez pinfall | Tag team match                                          | 8:00  |
| 2                                                                                     | Drew McIntyre pokonał Samiego Zayna poprzez pinfall                                                                                     | Singles match                                           | 10:05 |
| 3                                                                                     | Liv Morgan (c) pokonała Iyo Sky poprzez pinfall                                                                                         | Singles match o Women’s World Championship              | 9:05  |
| 4                                                                                     | Gunther (c) pokonał Finna Bálora i Damiana Priesta poprzez pinfall                                                                      | Triple threat match o World Heavyweight Championship    | 11:05 |
| 5                                                                                     | Chelsea Green (z Piper Niven) pokonała Michin poprzez pinfall                                                                           | Finał turnieju o WWE Women’s United States Championship | 8:05  |
| 6                                                                                     | Cody Rhodes (c) pokonał Kevina Owensa poprzez pinfall                                                                                   | Singles match o Undisputed WWE Championship             | 12:00 |
| (c) – mistrz/mistrzyni przed walkąD – walka była dark matchem (nietransmitowana w TV) | |                                                         |       |

#### Turniej o WWE Women’s United States Championship
Turniej mający na celu wyłonienie inauguracyjnej Women’s United States Championki rozpoczął się 15 listopada 2024 roku i był rozgrywany podczas odcinków SmackDown. Finał odbył się na Saturday Night’s Main Event 14 grudnia 2024 roku.
Turniej, który ma wyłonić pierwszą w historii WWE Women’s United States Championkę, odbędzie się w dniach 16 listopada – 14 grudnia 2024 roku dla brandu SmackDown.
|  |                                                        |                                                        |                                                        |  |  |                                     |                                     |                                     |  |  |                                                   |                                                   |                                                   |
|  | Pierwsza runda SmackDown 15 listopada – 6 grudnia 2024 | Pierwsza runda SmackDown 15 listopada – 6 grudnia 2024 | Pierwsza runda SmackDown 15 listopada – 6 grudnia 2024 |  |  | Półfinały SmackDown 13 grudnia 2024 | Półfinały SmackDown 13 grudnia 2024 | Półfinały SmackDown 13 grudnia 2024 |  |  | Finał Saturday Night’s Main Event 14 grudnia 2024 | Finał Saturday Night’s Main Event 14 grudnia 2024 | Finał Saturday Night’s Main Event 14 grudnia 2024 |
|  | Pierwsza runda SmackDown 15 listopada – 6 grudnia 2024 | Pierwsza runda SmackDown 15 listopada – 6 grudnia 2024 | Pierwsza runda SmackDown 15 listopada – 6 grudnia 2024 |  |  | Półfinały SmackDown 13 grudnia 2024 | Półfinały SmackDown 13 grudnia 2024 | Półfinały SmackDown 13 grudnia 2024 |  |  | Finał Saturday Night’s Main Event 14 grudnia 2024 | Finał Saturday Night’s Main Event 14 grudnia 2024 | Finał Saturday Night’s Main Event 14 grudnia 2024 |
|  |                                                        |                                                        |                                                        |  |  |                                     |                                     |                                     |  |  |                                                   |                                                   |                                                   |
|  |                                                        |                                                        |                                                        |  |  |                                     |                                     |                                     |  |  |                                                   |                                                   |                                                   |
|  | Bayley                                                 | Bayley                                                 | Pin                                                    |  |  |                                     |                                     |                                     |  |  |                                                   |                                                   |                                                   |
|  | Bayley                                                 | Bayley                                                 | Pin                                                    |  |  |                                     |                                     |                                     |  |  |                                                   |                                                   |                                                   |
|  | Candice LeRae                                          | Candice LeRae                                          | —                                                      |  |  |                                     |                                     |                                     |  |  |                                                   |                                                   |                                                   |
|  | Candice LeRae                                          | Candice LeRae                                          | —                                                      |  |  |                                     |                                     |                                     |  |  |                                                   |                                                   |                                                   |
|  | B-Fab                                                  | B-Fab                                                  | 10:02                                                  |  |  | Bayley                              | Bayley                              | 11:55                               |  |  |                                                   |                                                   |                                                   |
|  | B-Fab                                                  | B-Fab                                                  | 10:02                                                  |  |  | Bayley                              | Bayley                              | 11:55                               |  |  |                                                   |                                                   |                                                   |
|  |                                                        |                                                        |                                                        |  |  | Chelsea Green                       | Chelsea Green                       | Pin                                 |  |  |                                                   |                                                   |                                                   |
|  |                                                        |                                                        |                                                        |  |  | Chelsea Green                       | Chelsea Green                       | Pin                                 |  |  |                                                   |                                                   |                                                   |
|  | Bianca Belair                                          | Bianca Belair                                          | —                                                      |  |  |                                     |                                     |                                     |  |  |                                                   |                                                   |                                                   |
|  | Bianca Belair                                          | Bianca Belair                                          | —                                                      |  |  |                                     |                                     |                                     |  |  |                                                   |                                                   |                                                   |
|  | Chelsea Green                                          | Chelsea Green                                          | Pin                                                    |  |  |                                     |                                     |                                     |  |  |                                                   |                                                   |                                                   |
|  | Chelsea Green                                          | Chelsea Green                                          | Pin                                                    |  |  |                                     |                                     |                                     |  |  |                                                   |                                                   |                                                   |
|  | Blair Davenport                                        | Blair Davenport                                        | 10:04                                                  |  |  | Chelsea Green                       | Chelsea Green                       | Pin                                 |  |  |                                                   |                                                   |                                                   |
|  | Blair Davenport                                        | Blair Davenport                                        | 10:04                                                  |  |  |                                     | Chelsea Green                       | Pin                                 |  |  |                                                   |                                                   |                                                   |
|  |                                                        |                                                        |                                                        |  |  | Michin                              | Michin                              | 8:05                                |  |  |                                                   |                                                   |                                                   |
|  |                                                        |                                                        |                                                        |  |  | Michin                              | Michin                              | 8:05                                |  |  |                                                   |                                                   |                                                   |
|  | Lash Legend                                            | Lash Legend                                            | —                                                      |  |  |                                     |                                     |                                     |  |  |                                                   |                                                   |                                                   |
|  | Lash Legend                                            | Lash Legend                                            | —                                                      |  |  |                                     |                                     |                                     |  |  |                                                   |                                                   |                                                   |
|  | Michin                                                 | Michin                                                 | Pin                                                    |  |  |                                     |                                     |                                     |  |  |                                                   |                                                   |                                                   |
|  | Michin                                                 | Michin                                                 | Pin                                                    |  |  |                                     |                                     |                                     |  |  |                                                   |                                                   |                                                   |
|  | Piper Niven                                            | Piper Niven                                            | 10:34                                                  |  |  | Michin                              | Michin                              | Pin                                 |  |  |                                                   |                                                   |                                                   |
|  | Piper Niven                                            | Piper Niven                                            | 10:34                                                  |  |  | Michin                              | Michin                              | Pin                                 |  |  |                                                   |                                                   |                                                   |
|  |                                                        |                                                        |                                                        |  |  | Tiffany Stratton                    | Tiffany Stratton                    | 8:31                                |  |  |                                                   |                                                   |                                                   |
|  |                                                        |                                                        |                                                        |  |  | Tiffany Stratton                    | Tiffany Stratton                    | 8:31                                |  |  |                                                   |                                                   |                                                   |
|  | Naomi                                                  | Naomi                                                  | —                                                      |  |  |                                     |                                     |                                     |  |  |                                                   |                                                   |                                                   |
|  | Naomi                                                  | Naomi                                                  | —                                                      |  |  |                                     |                                     |                                     |  |  |                                                   |                                                   |                                                   |
|  | Tiffany Stratton                                       | Tiffany Stratton                                       | Pin                                                    |  |  |                                     |                                     |                                     |  |  |                                                   |                                                   |                                                   |
|  | Tiffany Stratton                                       | Tiffany Stratton                                       | Pin                                                    |  |  |                                     |                                     |                                     |  |  |                                                   |                                                   |                                                   |
|  | Elektra Lopez                                          | Elektra Lopez                                          | 7:32                                                   |  |  |                                     |                                     |                                     |  |  |                                                   |                                                   |                                                   |
|  | Elektra Lopez                                          | Elektra Lopez                                          | 7:32                                                   |  |  |                                     |                                     |                                     |  |  |                                                   |                                                   |                                                   |

Uwagi
1. ↑  Jade Cargill pierwotnie miała wziąć udział w turnieju, ale 22 listopada podczas odcinka SmackDown została zaatakowana za kulisami i wycofana z turnieju[29]. Zastąpiła ją Lash Legend z NXT.

### Saturday Night’s Main Event XXXVIII
Saturday Night’s Main Event XXXVIII – gala wrestlingu wyprodukowana przez WWE dla zawodników z brandów Raw i SmackDown. Odbyła się 25 stycznia 2025 w Frost Bank Center w San Antonio w stanie Teksas. Emisja była przeprowadzana na żywo zarówno na NBC, jak i Peacocku w Stanach Zjednoczonych oraz na YouTube na większości innych rynków międzynarodowych. Była to trzydziesta ósma gala w chronologii cyklu Saturday Night’s Main Event. Podczas wydarzenia doszło do podpisania kontraktu (moderowanego przez Shawna Michaelsa, WWE Hall of Famera i rodaka z San Antonio) pomiędzy Codym Rhodesem i Kevinem Owensem na ich nadchodzący pojedynek Ladder match o Undisputed WWE Championship Rhodesa i "Winged Eagle" WWE Championship (które Owens ukradł Rhodesowi podczas poprzedniego Saturday Night’s Main Event) na Royal Rumble.
| Nr                                 | Wyniki                                                   | Stypulacje                                        | Czas  |
| ---------------------------------- | -------------------------------------------------------- | ------------------------------------------------- | ----- |
| 1                                  | LA Knight defeated Carmelo Hayesa poprzez pinfall        | Singles match                                     | —     |
| 2                                  | Rhea Ripley (c) pokonała Nię Jax poprzez pinfall         | Singles match o Women’s World Championship        | 9:25  |
| 3                                  | Bron Breakker (c) pokonał Sheamusa poprzez pinfall       | Singles match o WWE Intercontinental Championship | 11:30 |
| 4                                  | Braun Strowman pokonał Jacoba Fatu przez dyskwalifikację | Singles match                                     | 9:00  |
| 5                                  | Gunther (c) pokonał Jeya Uso poprzez pinfall             | Singles match o World Heavyweight Championship    | 16:40 |
| (c) – mistrz/mistrzyni przed walką |                                                          |                                                   |       |

### Saturday Night’s Main Event XXXIX
Saturday Night’s Main Event XXXIX – gala wrestlingu wyprodukowana przez WWE dla zawodników z brandów Raw i SmackDown. Odbyła się 24 maja 2025 w Yuengling Center w Tampie w stanie Floryda. Emisja była przeprowadzana na żywo zarówno na NBC, jak i Peacocku w Stanach Zjednoczonych oraz na YouTube na większości innych rynków międzynarodowych.
| Nr                                 | Wyniki | Stypulacje                                             | Czas  |
| ---------------------------------- | --- | ------------------------------------------------------ | ----- |
| 1                                  | American Made (Brutus Creed i Julius Creed) pokonali Latino World Order (Cruza Del Toro i Joaquina Wilde’a) | Tag team match                                         | 7:37  |
| 2                                  | Seth Rollins i Bron Breakker (z Paulem Heymanem) pokonali CM Punka i Samiego Zayna poprzez pinfall          | Tag team match                                         | 13:10 |
| 3                                  | Zelina Vega (c) pokonała Chelsea Green (z Piper Niven i Albą Fyre) poprzez pinfall                          | Singles match o WWE Women’s United States Championship | 5:10  |
| 4                                  | John Cena pokonał R-Trutha poprzez pinfall                                                                  | Singles match                                          | 4:25  |
| 5                                  | Damian Priest pokonał Drew McIntyre’a poprzez pinfall                                                       | Steel Cage match                                       | 11:50 |
| 6                                  | Jey Uso (c) pokonał Logana Paula poprzez pinfall                                                            | Singles match o World Heavyweight Championship         | 9:45  |
| (c) – mistrz/mistrzyni przed walką | |                                                        |       |

### Saturday Night’s Main Event XL
Saturday Night’s Main Event XL – gala wrestlingu wyprodukowana przez WWE dla zawodników z brandów Raw i SmackDown. Odbyła się 12 lipca 2025 w State Farm Arena w Atlantcie w stanie Georgia. Emisja była przeprowadzana na żywo zarówno na NBC, jak i Peacocku w Stanach Zjednoczonych oraz na YouTube na większości innych rynków międzynarodowych.
| Nr                                 | Wyniki                                                                                    | Stypulacje                                                                        | Czas  |
| ---------------------------------- | ----------------------------------------------------------------------------------------- | --------------------------------------------------------------------------------- | ----- |
| 1                                  | Randy Orton (z Jellyem Rollem) pokonał Drew McIntyre’a (z Loganem Paulem) poprzez pinfall | Singles match                                                                     | 8:26  |
| 2                                  | Solo Sikoa (c) pokonał Jimmy’ego Uso poprzez pinfall                                      | Singles match o WWE United States Championship                                    | 10:49 |
| 3                                  | LA Knight pokonał Setha Rollinsa (z Paulem Heymanem) poprzez pinfall                      | Singles match                                                                     | 11:38 |
| 4                                  | Gunther (c) pokonał Goldberga poprzez techniczne poddanie                                 | Singles match o World Heavyweight Championship To był retirement match Goldberga. | 15:20 |
| (c) – mistrz/mistrzyni przed walką |                                                                                           |                                                                                   |       |